# برنز لندن
برنز لندن (انگلیسی: Burns London) شرکت تجهیزات موسیقی بریتانیایی است، که در سال ۱۹۶۰ تأسیس شد.